# ميتوتان
ميتوتان(Mitotane) ، الذي يباع تحت الإسم التجاري ليسودرين(Lysodren) و غيره، هو دواء يستخدم لعلاج سرطان قشر الكظر و متلازمة كوشينغ.  و يعطى عن طريق الفم.  أثناء العلاج، غالبًا ما تكون هناك حاجة إلى الكورتيكوستيرويدات.. 
تشمل الآثار الجانبية الشائعة لهذا العقار على: فقدان الشهية و الغثيان و الإسهال و النعاس و الطفح الجلدي. إضافة إلى ذلك، قد تشمل المضاعفات الأخرى النزيف الناتج عن السرطانات، وتد تلف المخ، و قصور الغدة الكظرية.  أما استخدامه أثناء الحمل فقد يؤدي إلى الإضرار بالجنين.  و يعمل عن طريق حجب قشرة الغدة الكظرية. 
تم تقديم ميتوتان للاستخدام الطبي في عام 1960.  في المملكة المتحدة، يكلف ما مقداره 100 قرص بتركيز 0.5 مجم هيئة الخدمات الصحية الوطنية حوالي 590 جنيهًا إسترلينيًا اعتبارًا من عام 2021.  و يكلف هذا القدر الولايات المتحدة إلى حوالي 1100 دولار أمريكي. 